# Thure Bergvall
Johan Thure Bergvall, född 23 november 1887 i Nacka, död 20 september 1950 i Katarina församling, Stockholm, var en svensk friidrottare (maratonlöpning). Inom landet tävlade han för Fredrikshofs IF.
Vid OS i Athen 1906 deltog Bergvall maraton men bröt.
Vid OS i Stockholm 1912 deltog Bergvall åter i maraton men bröt.
Han var morfar till sångaren och låtskrivaren Lasse Holm. Bergvall är begravd på Skogskyrkogården i Stockholm.